# تود بورتر
تود بورتر (بالإنجليزية: Todd Porter)‏ هو عارض وممثل أمريكي، ولد في 15 مايو 1968 في الولايات المتحدة.

## وصلات خارجية
- تود بورتر على موقع IMDb (الإنجليزية)
- تود بورتر على موقع أول موفي (الإنجليزية)